# 죽당역
죽당역(竹堂驛)은 지금의 경기도 이천시 부발읍 죽당리에 위치했던 수려선의 역이다.

## 역사
- 1932년 9월 1일 : 정류장 등급으로 영업 개시[1]
- 일자 불명 : 폐지
- 1966년 4월 15일 : 임시승강장 등급으로 영업 재개[2]
- 1972년 4월 1일 : 수려선 폐선과 함께 폐지[3]